# Rinaldo Ranzoni
Rinaldo Ranzoni, též Reginald Ranzani či Reyczani (21. srpna 1671, Bologna, Itálie – 7. června 1737, Praha, Habsburská monarchie) byl původem italský zlatník vrcholného baroka v Praze, naturalizovaý jako Čech.

## Život
V Praze získal dílnu, cechovní příslušnost a městské právo roku 1706 sňatkem s Emerentiánou Bucherovou, o dvacet let starší dvojnásobnou vdovou po zlatnících Janu Bucherovi a Voitl-anderovi. Když v 75 letech zemřela, oženil se roku 1727 podruhé, se Sibylou Tannerovou. Ve stáří byl zadlužen. Bydlel a pracoval se třemi tovaryši na Novém Městě v Široké (dnešní Jungmannově) ulici. Zemřel bez potomků a bez dědiců.

## Dílo
Byl to především mistr chrámového nářadí a náčiní, jeho práce vynikaly bohatým a jemným dekorem s andílčími hlavičkami, akantovými úponky a páskami. Pracoval pro Svatovítskou katedrálu a pro Svatovítský poklad (rám madony), dále pro pražské kostely a kláštery, například pro Řád svaté Voršily. Dochovaly se jeho monstrance z Nižboru a z Počepic na Sedlčansku, také několik kalichů (Národní muzeum,Uměleckoprůmyslové museum v Praze), lžic a etrogová miska (Židovské muzeum v Praze).

## Značka
Své práce značil mistrovskou značkou s monogramem RR v oválném štítku, kterou doprovází kontrolní značka Nového Města pražského s městským znakem (brána se třemi věžemi) s letopočtem vzniku.